# Scott Carpenter
Malcolm Scott Carpenter (Boulder, Colorado, 1925. május 1. – Denver, Colorado, 2013. október 10.) amerikai űrhajós.

## Életpálya
1949-től a haditengerészet repülőtisztje. 1954-től berepülőpilóta, légi elektronikus felderítő volt. 1959. április 2-án az első hét amerikai asztronauta egyikeként kezdte meg az űrhajóskiképzést a Mercury-program keretein belül. 1962-ben a Colorádói Egyetemen repülőmérnöki diplomát szerzett. Carpenter a negyedik amerikai, aki a világűrben járt. 4 órát és 56 percet töltött a világűrben. 1967. augusztus 10-én kilépett a NASA kötelékéből, 1972-től egy kaliforniai nagyvállalat alelnöke volt.

## Űrrepülések
- (1962. február 20.): A Mercury Atlas–6-nak, az első olyan amerikai űrhajónak, amely orbitális pályán megkerülte a Földet, tartalék asztronautája. Az űrhajó hívójele: Friendship 7
- 1962. május 24.: a Mercury Atlas-7-nek, a második olyan amerikai űrhajónak, amely ugyancsak orbitális pályán kerülte meg a Földet, az űrhajósa.  Az űrhajó hívójele: Aurora 7.

## Írásai
2003-ban könyvet írt űrhajósélményeiről For Spacious Skies: The Uncommon Journey of a Mercury Astronaut címmel (ISBN 0-15-100467-6).